# Cadenberge
Cadenberge község Németországban, Alsó-Szászországban, a Cuxhaveni járásban. Lakosainak száma 4210 fő (2023. december 31.).